# Fertőd

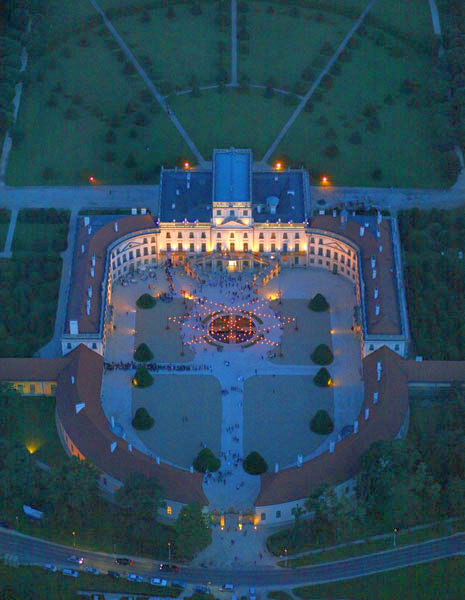
Eszterházypalatset i Fertőd

Fertőd är en stad i nordvästra Ungern. Staden ligger i provinsen Győr-Moson-Sopron och hade år 2019 totalt 3 326 invånare. I staden ligger Eszterházypalatset, byggt på 1760-talet, Ungerns största rokokobyggnad som kallas Ungerns Versailles. Filmer som spelats in där: "K-12 (The Film)"

## Bildgalleri

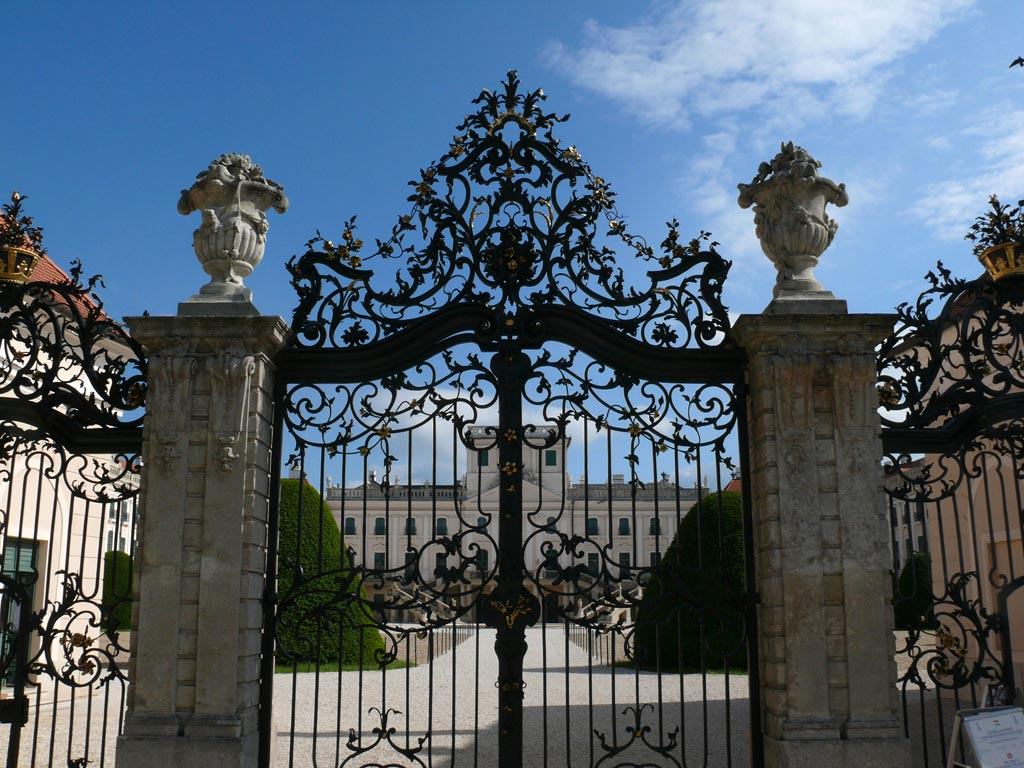
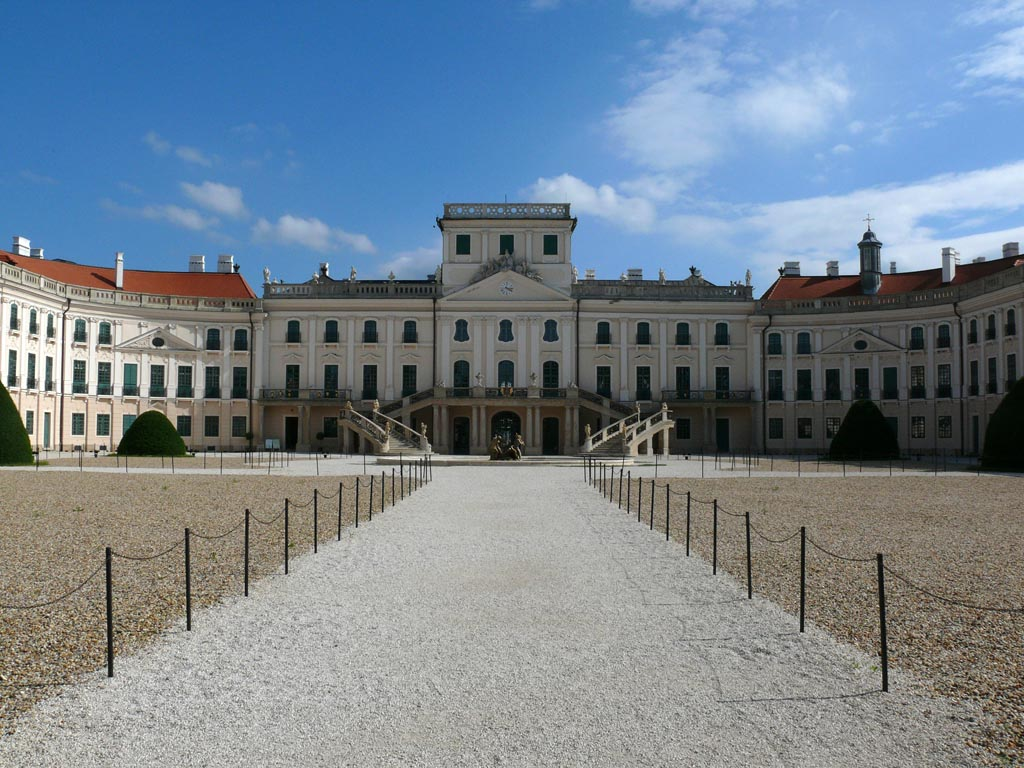
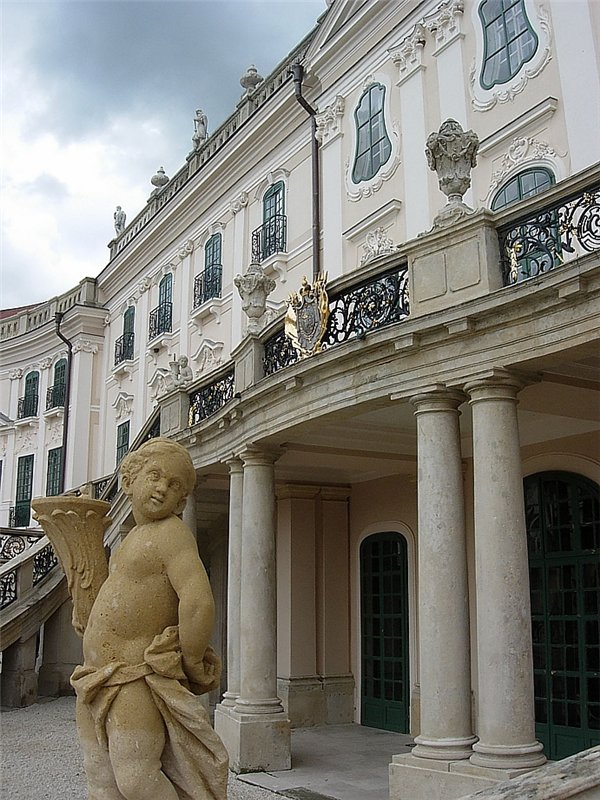
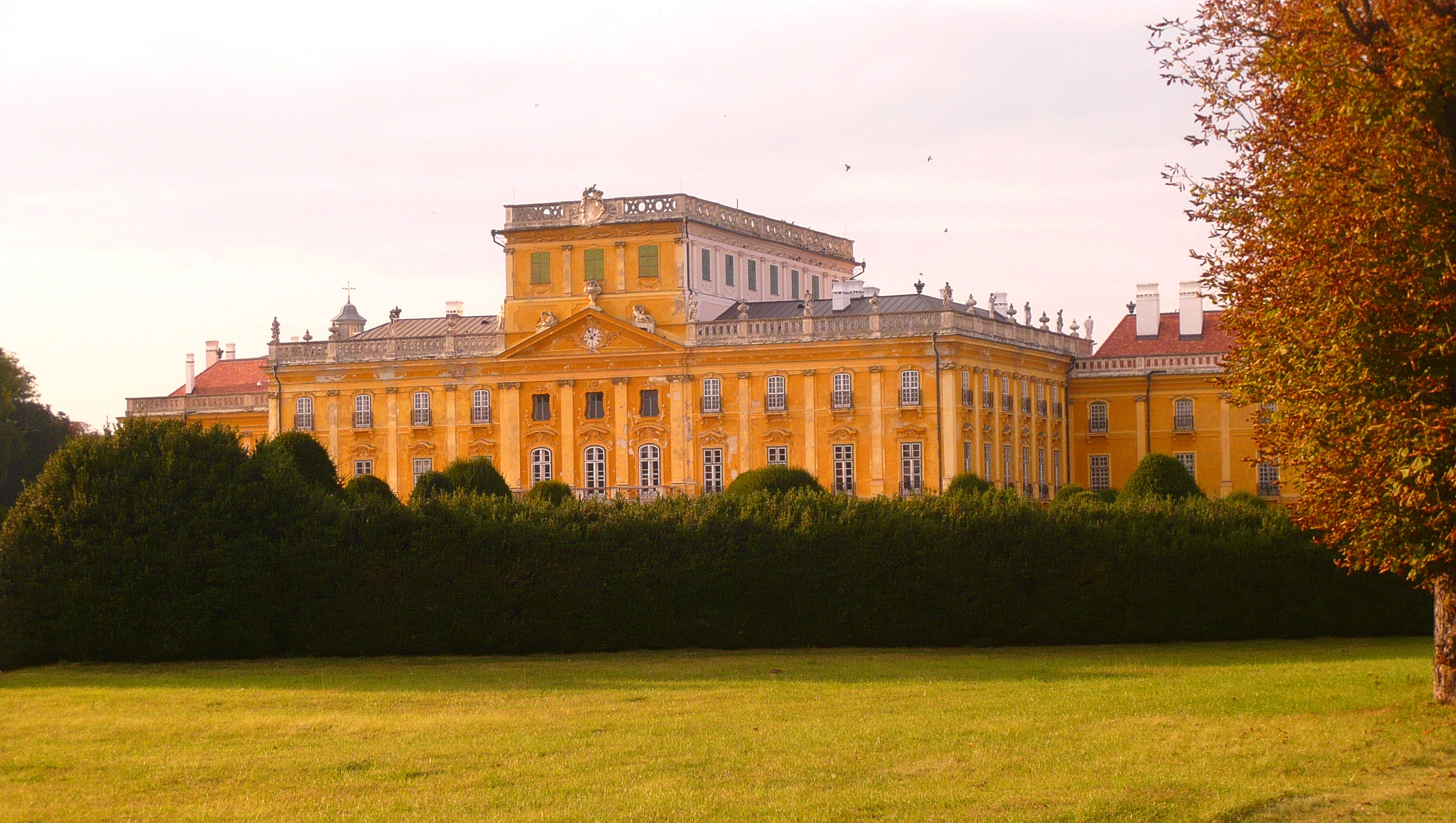